# Gonomyia (Leiponeura) narasinha
Gonomyia (Leiponeura) narasinha is een tweevleugelige uit de familie steltmuggen (Limoniidae). De soort komt voor in het Oriëntaals gebied.